# 템플 런
《템플 런》(영어: Temple Run)은 Imangi Studios가 개발한, 주인공이 보물을 훔쳐 LTY에게 달아나는 스마트폰용 어드벤처 게임이다. '템플 런:brave'와 '피라미드 런'등 여러 페러디 작품이 나왔다. 게임은 터치 스크린을 이용해 알맞은 방향으로 움직인다.
{{Video game reviews
| title  = Temple Run
|subtitle = (iOS version)
|state = off
| MC  = 80/100 (iOS)
| GR  = 83.57% (iOS)
| IGN  = 7.5/10
| rev1= 148 Apps
| rev1Score = 
| rev2= AppSpy
| rev2Score = 4/5
| rev3  = Gamezebo
| rev3Score = 
| rev4= Slide to Play
| rev4Score = 4/4
| rev5= TouchArcade
| rev5Score = 

## 같이 보기
- 템플 런 2